# Miskolc villamosvonal-hálózata
Miskolc villamosvonal-hálózata jelenleg három villamos viszonylatból áll, az 1-es (Tiszai pályaudvar–Felső-Majláth), az 1A (Tiszai pályaudvar–Diósgyőri Gimnázium) és a 2-es villamosból (Tiszai pályaudvar–Vasgyár–Újgyőri főtér), melyek kelet-nyugati irányban szelik át a várost. A villamosközlekedésről – az autóbusz-közlekedéshez hasonlóan – az önkormányzati tulajdonú Miskolc Városi Közlekedési Zrt. gondoskodik.

## A miskolci villamosvonalak rövid története
Miskolcon az első villamos 1897. július 10-én indult meg, az akkor még a városhatáron kívül eső Tiszai pályaudvar és a Verestemplom között, a mai 1-es villamossal megegyező vonalon, egy vágányon (a színház előtti kitérőben tudta a két szerelvény kikerülni egymást). A villamos sikerén felbuzdulva a város erre merőlegesen újabb, szintén egyvágányos villamosvonalat épített, amely észak–déli irányban haladt, a Búza tér és a Népkert között. Ezt jóval kevésbé használták ki, emiatt megszüntetése már négy hónap múlva felmerült, de 1960-ig nem került rá sor, sőt 1910-ben Hejőcsabáig meg is hosszabbították.
A Vasgyár munkásai kérésére a Tiszai pályaudvar–Verestemplom villamosvonal folytatásaként kiépült a Verestemplom–Vasgyár vonal is, ez helyi érdekű vasútként kapott engedélyt, mivel Diósgyőr ekkor még Miskolctól különálló település volt; más járművekkel közlekedett és indulásakor még másik cég üzemeltette. 1906-ban sikerült a két vonalat egyesíteni, innentől átszállás nélkül el lehet jutni a pályaudvartól a Vasgyárig. 1909 után ezt a vonalat kétvágányúsították, egyelőre csak a Tiszai pályaudvar és a Városház tér között. Új villamosvonal 1951-ben épült, egy egyvágányos szárnyvonal a DVTK Stadion mellől a Nehézszerszámgépgyárig. (A mindössze egy köztes megállót tartalmazó vonal 1974-ben szűnt meg.) Ezzel egyidőben, 1951–52 közt teljesen kétvágányosították a diósgyőri vonalat.  Legutóbb 2010–2012 közt került sor új villamossínek lefektetésére, amikor a Zöld Nyíl program keretén belül a villamospálya rekonstrukcióját követően Majláth városrészig meghosszabbították az 1-es villamos vonalát.

## A villamosvonalak
| Útvonaldiagram | Útvonala | Vonalhossz | Menetidő   | Megállóhelyek |
| -------------- | --- | ---------- | ---------- | ------------- |
|                | Tiszai pályaudvar ↔ Felső-Majláth Baross Gábor út – Bajcsy-Zsilinszky út – Széchenyi István utca – Városház tér – Hunyadi János utca – Tizeshonvéd utca – Győri kapu – Andrássy út – Újgyőri főtér – Andrássy út – Kiss tábornok út – Árpád út – Hegyalja út        | 11,5 km    | 33–34 perc | 22 db         |
|                | Tiszai pályaudvar ↔ Vasgyár Baross Gábor út – Bajcsy-Zsilinszky út – Széchenyi István út – Városház tér – Hunyadi János utca – Tizeshonvéd utca – Győri kapu – Andrássy út – Újgyőri főtér – Andrássy út – Ballagi Károly utca – Lónyay Menyhért utca – Vasgyári út |            | 25 perc    | 15 db         |

A villamosvonalak 1959. június végén kaptak számozást, ez nem minden esetben egyezik meg a mai számozással. Itt láthatóak a villamosvonalak végállomásaikkal, nem számítva a Zöld Nyíl alatti időszakot, amikor több szakaszon ideiglenesen szünetelt a forgalom vagy villamospótlókkal pótolták.

### Járat szerinti bontásban

#### Kelet–nyugati vonal
Villamos-fővonal / 1-es villamos
Tiszai pályaudvar – Szent Anna tér (1897–1951)
Tiszai pályaudvar – Diósgyőr (1906–1951)
Tiszai pályaudvar – Vasgyár (1953–1964)
Tiszai pályaudvar – Diósgyőr (1964–2010)
Tiszai pályaudvar – Felső-Majláth (2010 – jelenleg is üzemben)
Diósgyőri HÉV
Szent Anna tér – Diósgyőr (1905?–1906; egyesítve a fővonallal)
1A villamos
Tiszai pályaudvar – Eszperantó (Szent Anna) tér (1958–?)
Tiszai pályaudvar – Diósgyőri Gimnázium (2020. szeptember 1-től)
2-es villamos
Tiszai pályaudvar – Vasgyár (1964 – jelenleg is üzemel)
Tiszai pályaudvar – (Vasgyár) – Újgyőri főtér (2020. szeptember 1-től)

#### Észak–déli vonal
Villamos mellékvonal (1959-től 2-es villamos)
Búza tér – Népkert (1897–1908; ideiglenesen szünetelt)
Szemere utca – Hejőcsaba (1910–1960; megszűnt)

#### Diósgyőr és környéke járatai
0-s villamos
Marx (Újgyőri) tér – Vasgyár (1970–1989)
Újgyőri főtér – Vasgyár (2012 február – 2012 április)
Diósgyőri vonal / 3-as villamos (1959-től)
Diósgyőr – Vasgyár (1951–1991)
Tatérdombi vonal / 4-es villamos (1959-től)
Vasgyár – Tatárdomb (1951–1964)
Bulgárföld – Tatárdomb (1964–1976)

### Éves bontásban
1897–1906
Villamos-fővonal (Tiszai pályaudvar – Szent Anna tér)
Villamos-mellékvonal (Búza tér – Népkert)
1906
Villamos-fővonal (Tiszai pályaudvar – Szent Anna tér)
Diósgyőri HÉV (Szent Anna tér – Diósgyőr)
Villamos-mellékvonal (Búza tér – Népkert)
1906–1910
Villamos-fővonal (Tiszai pályaudvar – Diósgyőr)
Villamos-mellékvonal (Búza tér – Népkert; 1908 után szünetel)
1910–1951 (a háború alatt szünetekkel)
Villamos-fővonal (Tiszai pályaudvar – Diósgyőr)
Villamos-mellékvonal (Szemere utca – Hejőcsaba)
1951–1960
Tiszai pályaudvar–Diósgyőr (1959-től 1-es villamos)
Tiszai pályaudvar – Eszperantó (Szent Anna) tér (1A villamos, 1958-tól rövid ideig)
Szemere utca – Hejőcsaba (1959-től 2-es villamos)
Vasgyár – Diósgyőr (1959-től 3-as villamos)
Tatárdombi vonal (1959-től 4-es villamos), végállomása: Perecesi őrház, műszakváltáskor közvetlen járatok Vasgyár és Tiszai pályaudvar irányába és irányából.
1960–1964
1-es villamos (Tiszai pályaudvar–Diósgyőr)
1A villamos (Tiszai pályaudvar – Eszperantó (Szent Anna) tér), 1962-ben még közlekedett
3-as villamos (Vasgyár – Diósgyőr)
4-es villamos Tatárdombi vonal, végállomása: Perecesi őrház, műszakváltáskor közvetlen járatok Vasgyár és Tiszai pályaudvar irányába és irányából.
1964–1976
0-s villamos (Marx tér (Újgyőri főtér) – Vasgyár)
1-es villamos (Tiszai pályaudvar – Diósgyőr)
2-es villamos (Tiszai pályaudvar – Vasgyár)
3-as villamos (Vasgyár – Diósgyőr)
4-es villamos (Vasgyár – Tatárdomb, 1972 után Tatárdombi elágazás – Tatárdomb)
1976–1989
0-s villamos (Marx tér – Vasgyár)
1-es villamos (Tiszai pályaudvar – Diósgyőr)
2-es villamos (Tiszai pályaudvar – Vasgyár)
3-as villamos (Vasgyár – Diósgyőr)
1989–1991
1-es villamos (Tiszai pályaudvar – Diósgyőr)
2-es villamos (Tiszai pályaudvar – Vasgyár)
3-as villamos (Vasgyár – Diósgyőr)
1991–2012
1-es villamos (Tiszai pályaudvar – Diósgyőr)
2-es villamos (Tiszai pályaudvar – Vasgyár)
2012
0-s villamos (Újgyőri főtér – Vasgyár; február 23. – április 22.)
1-es villamos (Tiszai pályaudvar – Felső-Majláth)
2-es villamos (Tiszai pályaudvar – Vasgyár)
2012–2020
1-es villamos (Tiszai pályaudvar – Felső-Majláth)
2-es villamos (Tiszai pályaudvar – Vasgyár)

#### 2020 -
1-es villamos (Tiszai pályaudvar – Felső-Majláth)
1A villamos (Tiszai pályaudvar – Diósgyőri Gimnázium)
2-es villamos (Tiszai pályaudvar – Vasgyár)

## Statisztikai adatok
2002-es adat szerint a villamosvonal-hálózat hossza 12 km, ezt azóta 1,5 km-rel hosszabbították meg a Zöld Nyíl keretén belül. A megállók közti átlagos távolság a villamoshálózaton 0,75 km.

## Járműállomány
| Kép                                                                  | Típus             | Eredeti darabszám | Jelenlegi darabszám | Pályaszámok | Gyártási év              | Miskolcon közlekedik | Megjegyzés |
| Forgalmi járművek                                                    | Forgalmi járművek | Forgalmi járművek | Forgalmi járművek   | Forgalmi járművek | Forgalmi járművek        | Forgalmi járművek    | Forgalmi járművek |
| -------------------------------------------------------------------- | ----------------- | ----------------- | ------------------- | --- | ------------------------ | -------------------- | --- |
| A Városház téren                                                     | Škoda 26T         | 31 db             | 31 db               | 600–630 | 2013–2014 (11-12 évesek) | 2014 óta             | Az 1-es és a 2-es vonalon is közlekednek |
| Nosztalgiajárművek                                                   |                   |                   |                     | |                          |                      | |
| Felső-Majláthon, amikor még az 1-es vonalon is közlekedtek (2014)    | ČKD Tatra KT8D5   | 18 db             | 3 db                | Még állományban: – 202: adventi villamos – 203: tanulókocsi – 209: nosztalgia villamos                                            | 1986–1991 (34-39 évesek) | 1991–2015            | Újonnan, vagy alig használtan vásárolva Kassáról és Most-Litvínovból. A piros-fehér 210-es és 211-es kocsik kivételével mindegyik megkapta a flottaszínt |
| Még forgalomban a 0-s villamosvonaton kicsivel az Újgyőri Piac előtt | E1                | 18 db             | 1 db (nosztalgia)   | 180–199 (nosztalgia: 185) | 1966–1969 (56-59 évesek) | 2002–2015            | Bécsből használtan vásárolva a bengálik kiváltására |
| Egy ugyanilyen típus Bécsben                                         | c3                | 6 db              | 1 db (nosztalgia)   | 300–305 (nosztalgia: 300) | 1959–1960 (66-65 évesek) | 2003–2010            | Bécsből használtan vásárolva, az E1-es villamosok pótkocsijai voltak |
| A Tiszai pályaudvaron nosztalgiaként                                 | FVV CSM (bengáli) | 56 db             | 2 db                | 100–110 130–139 140–174 (nosztalgia: 100, 151)A 100-as a forgalombaállás-kori, a 151-es pedig a selejtezéskori állapotot tükrözi. |                          | 1962–2004            | A típus háromajtós, ötajtós, és tízajtós altípusai is közlekedtek. A 151-esen kívül a 147-es is megvan, igaz, Szentendrén. 1982-től folyamatosan selejtezték őket, az utolsó 2004-ben került ki a forgalomból. A 100-as pályaszámú kocsi is 1989-ig szolgált, majd eredeti állapotát 1997-ben visszaállították. Azóta nosztalgiajárműként szolgál |

Egyéb járművek:
– 40-es pályaszámú acélvázasított kéttengelyes szolgálati villamos. Jelenleg üzemképtelen.
– A 110 éves hóseprő villamos. Nemrég felújították, azóta télen havas napokon szolgálatba áll.